# François Enaud
François Enaud est un dirigeant d’entreprise français né en 1959.
Il dirige la société de services en ingénierie informatique (SSII) Steria de 1998 à 2015, jusqu'à la fusion-absorption de celle-ci dans le groupe Sopra Steria.

## Biographie
François-Marie-Joseph Enaud naît le 17 août 1959 à Versailles, dans les Yvelines. Diplômé de l’École polytechnique, il commence sa carrière au sein du groupe de travaux publics Colas en 1982.
En 1983, il intègre la société Steria en tant qu’ingénieur ; il dirige par la suite des projets ayant pour clients des banques. En 1989, il est nommé directeur Qualité et, en 1991, devient directeur de la division Transports. Il est nommé à la tête de la division télécommunications en 1996.
Il est promu directeur général en 1997 et succède l'année suivante au fondateur Jean Carteron au poste de président-directeur général du groupe. Il contribue à développer le groupe au niveau international.
Il est fait chevalier de la Légion d'honneur lors de la promotion du 14 juillet 2006.
Il est administrateur de la société chimique Arkema depuis 2006.
En 2009, une étude du Journal du Net lui attribue la 4e place au podium des P-DG de SSII françaises les mieux payés.
Il est un des artisans de la fusion Steria-Sopra, qui devait le mener à la tête du groupe ainsi fusionné,. À la suite de la réunion du conseil d'administration du 17 mars 2015, il quitte le groupe Steria sur fond de mauvais résultats de Steria en France, poussé dehors par une direction (celle de Sopra) qui n'a pas la même façon de diriger.